# آگنیه‌تا و فریدا: صدای آبا
آگنیه‌تا و فریدا: صدای آبا (انگلیسی: Agnetha & Frida: The Voice of ABBA) یک آلبوم گردآوری‌شده از تک‌آهنگ‌های آنگنیه‌تا فلتسکوگ و آنی-فرید لینگستاد اعضای ابرگروه سوئدی موسیقی پاپ آبا است که در سال ۱۹۹۴ منتشر شد و مشتمل بر ۱۴ ترانه (۷ عدد برای هر خواننده) است.